# Badikot
Badikot (nepalski: बाँदीकोट) – gaun wikas samiti w zachodniej części Nepalu w strefie Rapti w dystrykcie Pyuthan. Według nepalskiego spisu powszechnego z 2001 roku liczył on 969 gospodarstw domowych i 5151 mieszkańców (2777 kobiet i 2374 mężczyzn).